# Mathieu Perget
Mathieu Perget (* 18. September 1984 in Montauban) ist ein ehemaliger französischer Radrennfahrer.

## Sportlicher Werdegang
Mathieu Perget gewann bei den Straßen-Radweltmeisterschaften 2001 im portugiesischen Lissabon die Bronzemedaille im Straßenrennen der Junioren hinter Oleksandr Kwatschuk und Niels Scheuneman. Ein weiterer Erfolg in diesem Jahr war das rote Trikot für den besten jungen Fahrer bei der Trofeo Karlsberg.
Im Erwachsenenbereich gewann er im Jahr 2005 gewann er das Straßenrennen der Mittelmeerspiele über 141 Kilometer im spanischen Almería. Ab der Saison 2006 erhielt er beim spanischen ProTeam Caisse d’Epargne-Illes Balears einen Vertrag. Für diese Mannschaft gewann er 2009 die Gesamtwertung der Tour du Limousin. In den Jahren 2011 und 2012 fuhr er für Ag2r. Er bestritt mit diesen beiden Teams zwischen 2007 und 2012 sechs Grand Tours, die er alle beenden konnte.
Danach war Perget nur noch für kleinere Teams aktiv. Mit dem Gewinn der zweiten Etappe und der Gesamtwertung der Tour du Maroc 2013 erzielte er seine letzten beiden Erfolge. Seit 2016 wird Perget nicht mehr in den Ergebnislisten der UCI geführt. 
Seit der Saison 2022 ist Perget in der sportlichen Leitung des in Guam eingetragenen EuroCyclingTrips Pro Cycling Teams tätig.

## Erfolge
2001
- Weltmeisterschaften – Straßenrennen (Junioren)

2005
- Mittelmeerspiele – Straßenrennen

2009
- Mannschaftszeitfahren Mittelmeer-Rundfahrt
- Gesamtwertung Tour du Limousin

2013
- Gesamtwertung, eine Etappe und Bergwertung Tour du Maroc